# 松原健二
松原 健二（まつばら けんじ、1962年2月16日 - ）は、日本の実業家。株式会社SNK代表取締役社長CEO。兄は人工知能研究者の松原仁（まつばら ひとし）前・東京大学教授、はこだて未来大学客員教授、京都橘大学教授

## 経歴
東京都出身。武蔵中学校・高等学校卒業。バスケットボール部出身。内海州史セガ代表取締役副社長は中学・高校の同級生。東京大学大学院情報工学専門課程（修士）修了後、1986年4月に日立製作所に入社し、スーパーコンピュータの開発に携わる。アメリカマサチューセッツ工科大学経営大学院MBAを修了した後。1997年8月に日本オラクルへ入社。
2001年12月にコーエー（後のコーエーテクモゲームス）へ入社し、「信長の野望Online」などのプロデュースを手掛け、2007年6月に代表取締役社長COOに就任。2009年4月に実施されたコーエーとテクモのの経営統合により設立されたコーエーテクモホールディングスの代表取締役社長となったが、2010年11月に退任。
その後、2011年5月にジンガの日本法人であるジンガジャパンの代表取締役社長CEOに就任したが、ジンガは2012年10月に日本から撤退した。松原はジンガの日本撤退について「日本の企業は足場を固めようと時間をかけるが、ジンガは最初から世界で展開することを考えていた」「日本は特殊な市場。ソーシャルゲームでクジを引くというシステムは米国では受けないから、ガチャが日本で流行しているのかを米国の本社に説明するのが大変だった」などとコメントした。
2014年10月にセガネットワークス（後のセガ）に入社し、取締役CTOに就任。2015年4月に実施されたセガグループ再編に伴い、セガゲームスの社内カンパニーであるセガゲームス コンシューマ・オンラインカンパニーCOO/CTOに就任。セガゲームスの社内カンパニー制廃止に伴い、2017年4月にセガゲームス代表取締役社長COOに就任。2019年4月にセガホールディングス（後のセガグループ）常務取締役に就任。2020年4月にセガゲームスがセガ・インタラクティブを吸収合併した事に伴い、セガ代表取締役CPOに就任したが、2020年7月に両役職を退任。2021年10月に株式会社SNK代表取締役社長CEOに就任。